# Jack Frost (film 1996)
Jack Frost (1996) – amerykański horror w reżyserii Michaela Conneya. Film doczekał się kontynuacji filmu Jack Frost 2: Zemsta zmutowanego zabójczego bałwana.

## Obsada
- Scott MacDonald – Jack Frost
- Christopher Allport – Sam
- Stephen Mendel – Agent Manners
- F. William Parker – Paul Davrow
- Eileen Seeley – Anne
- Rob LaBelle – Stone
- Zack Eginton – Ryan Tiler
- Jack Lindine – ake Metzner
- Kelly Jean Peters – ally
- Marsha Clark – Marla
- Chip Feller – Deputowany Foster
- Brian Leckner – Deputowany Pullman
- Darren O. Campbell – Tommy
- Shannon Elizabeth – Jill Metzner
- Paul Keith – Doc Peters